# Takatsukasa Masahira
Takatsukasa Masahira (鷹司 政平) (1445 - 1517), fils de Takatsukasa Fusahira, est un noble de cour japonais (kugyō) de l'époque de Muromachi. Il exerce la fonction de régent kampaku de 1483 à 1487. Takatsukasa Kanesuke est le fils qu'il a avec une fille d'Ichijō Kaneyoshi.